# Arroyo Carpintería (Durazno)
El arroyo Carpintería es un curso de agua uruguayo que atraviesa el departamento de Durazno perteneciente a la cuenca hidrográfica del Río de la Plata.
Nace en la Cuchilla Grande del Durazno y desemboca en el río Negro tras recorrer alrededor de 23 km.